# Weckt die Toten!
Weckt die Toten! je studiové album od německé kapely In Extremo.

## Seznam skladeb
1. „Ai Vis Lo Lop“ – 4:03
2. „Stella Splendens“ – 1:18
3. „Hiemali Tempore“ – 4:18
4. „Rotes Haar“ – 5:05
5. „Villeman Og Magnhild“ – 3:47
6. „Como Poden“ – 3:21
7. „Palästinalied“ – 5:22
8. „Vor Vollen Schüsseln“ – 3:36
9. „Maria Virgin (Quem a Amagen da Virgin)“ – 4:59
10. „Totus Floreo“ – 3:40
11. „Der Galgen“ – 3:33
12. „Two Søstra“ – 2:32